# サバンナ (装甲艦)
CSS サバンナ （CSS Savannah）は南北戦争中のアメリカ連合国海軍（南部海軍）のリッチモンド級砲郭型衝角装甲艦。艦名はジョージア州サバンナにちなむが、サバンナの名前を持つ南軍艦艇としては2隻目である。

## 艦歴
サバンナはジョージア州サバンナのH.F. ウィリンクが1863年に建造した。1863年6月30日、ウィリアム・ハンターを司令官とするサバンナ川の艦隊に加わった。ロバート・ピクニー中佐艦長の下、サバンナは艦隊で最も効率的な艦との評判を得、常に実戦可能な状態にあった。戦争の期間中サバンナ川から動くことは無く、サバンナにウィリアム・シャーマンが率いる北軍ジョージア軍とテネシー軍が迫ったため（海への進軍）、1864年12月21日に自焼した。

## 参考資料
- Silverstone, Paul H. (2006). Civil War Navies 1855–1883. The U.S. Navy Warship Series. New York: Routledge. ISBN 0-415-97870-X
- Still, William N., Jr. (1985). Iron Afloat: The Story of the Confederate Armorclads (Reprint of the 1971 ed.). Columbia, South Carolina: University of South Carolina Press. ISBN 0-87249-454-3
- この記事はアメリカ合衆国政府の著作物であるDictionary of American Naval Fighting Shipsに由来する文章を含んでいます。